# Млинівці (Винники)
Млинівці — колишнє село поблизу Львова, тепер — складова частина м. Винники, що у Львівській області. З кінця XIX століття назва місцевості — Маріївка.

## Історія села
- 1365 — перша письмова згадка.
- 1453 — селом заправляв «старшина» Микола-тивун.
- У податковому реєстрі 1515 року в селі документується млин і 1 лан (близько 25 га) оброблюваної землі[3].
- XVI століття — власність католицького ксьондза Мніщковського (успадкував село від своїх предків). Населення Млинівців — селяни-кріпаки «піддані» католицького ксьондза, які змушені були виконувати важкі феодальні повинності: панщину, натуральні, грошові, церковні та інші данини. У селі був панський двір, озеро з греблею, млином і корчма.
- 1648 — селяни Млинівців підтримували загони Богдана Хмельницького.
- XVII століття — знищення села татарами (залишилось кілька хат навколо ставу, які були приєднані до Винник).
- З кінця XIX століття назва Млинівців — Маріївка (пол. Mariówka). Урочище розташована вздовж долини р. Марунька і майже з усіх боків оточене лісовими масивами: з півночі, сходу та південного сходу — Лісом Жупан (частина Винниківського лісопарку), із заходу — Великим лісом (пол. Wielki Las). На заході межує з Пасіками міськими (Pasieki miejskie), місцевістю Майорівка (Majerówka), на північному заході — з урочищем Ялівець (пол. Jalowiec). Назва «Маріївка» походить від кліматично-лікувального закладу «Маріївка». Заклад у 1891 році збудував львівський підприємець Еміль Браєр (за іншими даними у 1885 році). Назва санаторію 1908 року дала назву залізничній станції «Маріївка» (Залізниця Львів-Підгайці), що проіснувала до липня 1944 року. Назва, мабуть, походить від антропоніма «Марія»[2][4].